# Lords of Acid
Lords of Acid es una banda de música industrial y new beat proveniente de Bélgica, liderada por el músico Praga Khan. Debutaron con el controversial sencillo "I Sit on Acid" en 1988. Su álbum debut de 1991, Lust, junto a los sencillos "Rough Sex" y "I Must Increase My Bust", fueron aclamados por la crítica especializada en música electrónica y dance, por su sonido y por el contenido sexual de sus letras. Su segundo álbum fue Voodoo-U, el cual contenía un sonido más industrial. El disco fue seguido por Our Little Secret (1997), Heaven Is an Orgasm (1998) y Expand Your Head (1999). En el 2000 lanzaron un álbum con matices de rock and roll, titulado Farstucker y en el 2003, después de permanecer en la industria por quince años, lanzaron un disco recopilatorio titulado Greatest T*ts. Olivier Adams y Praga Khan (The Immortals) también son conocidos por su sencillo Mortal Kombat (Techno-Syndrome) lanzado en 1992, basado en el videojuego del mismo nombre.
Sus fanáticos formaron una comunidad llamada "Children of Acid".
Han participado en algunas bandas sonoras para películas, entre las que destacan Austin Powers: The Spy Who Shagged Me, Sliver, Strange Days, Bad Lieutenant, Mortal Kombat, Paparazzi, Virtuosity y Sucker Punch. El documental "The Sound of Belgium (TSOB)" muestra su importante papel en la escena musical mundial proyectada desde Bélgica hacia el mundo.

## Músicos

### Actuales
- Murv Douglas – bajo
- Maurice Engelen (Praga Khan) – sintetizador, voz, programación
- Mea Fisher (DJ Méa) – voz[6]
- Andre Karkos (Virus) – guitarras
- Kirk Salvador – percusión

### Originales
- Olivier Adams – sintetizador, programación
- Ludo Camberlin (Carl S. Johansen) – guitarras
- Ruth McArdle (Lady Galore y Cherrie Blue) – voz
- Deborah Ostrega – voz
- Nikkie Van Lierop (Jade 4U) – voz, sintetizador, programación

## Discografía
- 1991 Lust
- 1994 Voodoo-U
- 1997 Our Little Secret
- 2000 Farstucker
- 2012 Deep Chills